# Wolane jezik
Wolane jezik (walane, welene, olane; ISO 639-3: wle) novopriznati etiopski jezik koji se do 2008 smatrao dijalektom jezika silt’e [stv].
Točan broj govornika još nije ustanovljen. Govori se u zoni Gurage u Etiopiji. S jezicima harari [har], silt’e [stv] i zay [zwa], svi iz Etiopije, pripada podskupini harari-istočni gurage.